# Denyce Graves
Denyce Graves (Washington D. C., 7 de marzo de 1964) es una mezzosoprano dramática estadounidense.

## Biografía
Estudió en la Duke Ellington School of Arts de Washington y en Oberlin Conservatory of Music y New England Conservatory. 
Es en la Wolf Trap Opera Company y la Opera de Houston donde su carrera toma impulso luego de cantar en el coro desde 1988.
Luego de cantar en Covent Garden, La Scala como La vestale en 1993, Zúrich, Paris (Emilia en Otello) y otros teatros europeos, debutó en el Metropolitan Opera de New York en 1995 donde actuó hasta la temporada 2005 en 98 funciones preferentemente como Carmen además de Baba la Turca, Dalila, Federica en Luisa Miller y Maddalena en Rigoletto.
En 1994 debutó con éxito en el Teatro Colón como Carmen junto a Neil Shicoff y Sergei Leiferkus. En 1999 como Carmen abre la temporada de Los Ángeles con Placido Domingo y Charlotte en Werther en el poco afortunado debut escénico de Andrea Bocelli sucedido en Míchigan.
En el año 2000 sufrió de una hemorragia en sus cuerdas vocales de la que se recuperó con cirugía
En el año 2005 protagonizó el estreno de la ópera sobre la esclava Margaret Garner (ópera) con música de Richard Danielpour y libreto de Toni Morrison, en la Detroit Opera Company.
Graves cantó "America the Beautiful" y "Lord's Prayer" en la Catedral de Washington en honor a las víctimas del atentado del 9/11. 
Se desempeña actualmente en una cátedra en la facultad vocal de Peabody Conservatory en Baltimore
Recientemente ha cantado mayormente en repertorio contemporáneo como The Summer King,  opera basada en la vida del baloncestista Josh Gibson, en la Pittsburgh Opera Tres Diciembres de Jake Heggie en Louisville, Doubt con Minnesota Opera, Champion en la Opera Theatre of St. Louis, además de Katisha en El Mikado en Kansas City, Herodias en Salome con Palm Beach Opera, Erda en Das Rheingold con la Minnesota Opera, Filipevna en Eugene Onegin en Florida Grand Opera, The Old Lady en Candide en la Washington National Opera y Palm Beach Opera y otros roles de carácter.

## Discografía de referencia
- Thomas: Hamlet / De Almeida (Gertrude)
- Verdi: Otello / Chung (Emilia)
- Verdi: Rigoletto / Levine (Maddalena)
- French Opera Arias / Soustrot
- Voce di donna / Barbacini
- Spirituals / Warren Jones p.